# Catonvielle
Catonvielle – miejscowość i gmina we Francji, w regionie Oksytania, w departamencie Gers.
Według danych na rok 1990 gminę zamieszkiwały 73 osoby, a gęstość zaludnienia wynosiła 24 osób/km² (wśród 3020 gmin regionu Midi-Pireneje Catonvielle plasuje się na 990. miejscu pod względem liczby ludności, natomiast pod względem powierzchni na miejscu 1643.).